# كيرفيرا ديل مايستري
بلدية كيرفيرا ديل مايستري (بالإسبانية: Cervera del Maestre)‏، هي إحدى بلديات مقاطعة كاستيلون التي تقع في منطقة بلنسية، في شرق إسبانيا.
يبلغ عدد سكانها 680 نسمة وفقاً لإحصائية سنة (2006).